# Municipio de Jalpan
El municipio de Jalpan (del nahuatl: Xelli, pan, tepetl ‘arena, sobre o encima, cerro’‘Sobre la arena del cerro’) es uno de los 217 municipios que conforman al estado mexicano de Puebla. Pertenece a la región socioeconómica de la Sierra Norte y su cabecera es Apapantilla.

## Historia
El territorio del municipio fue habitado en la época prehispánica por grupos totonacas y otomies, los cuales era tributarios del señorío de Texcoco.
Durante el siglo XIX fue parte del distrito de Huauchinango. En 1895 se constituye como municipio libre, categoría que perdería en 1951, quedando reconocido solo como pueblo, pero en 1960 vuelve a ser elevado a la categoría de municipio.

## Geografía
El municipio se encuentra dentro de la sierra norte de Puebla y abarca un área de 206.05 km². Colinda al norte con el municipio de Pantepec, al sur con Tlacuilotepec y Xicotepec, al este con el estado de Veracruz y al oeste con el estado de Hidalgo.

## Demografía
La población total de Jalpan en 2020 fue 12,050 habitantes, siendo 52.6% mujeres y 47.4% hombres.
Los rangos de edad que concentraron mayor población fueron 10 a 14 años (1,254 habitantes), 5 a 9 años (1,236 habitantes) y 15 a 19 años (1,115 habitantes). Entre ellos concentraron el 29.9% de la población total.